# Albatros siwogłowy
Albatros siwogłowy (Thalassarche eremita) – gatunek ptaka z rodziny albatrosów (Diomedeidae). Gniazduje na Pyramid, najbardziej wysuniętej na południe spośród Wysp Chatham (należących do Nowej Zelandii). Poza sezonem lęgowym występuje na południowym i południowo-wschodnim Oceanie Spokojnym. Narażony na wyginięcie.

## Taksonomia
Po raz pierwszy gatunek opisał Robert Cushman Murphy w 1930 roku. Holotyp pochodził z wyspy Pyramid, najbardziej wysuniętej na południe spośród Wysp Chatham. Był to dorosły samiec pozyskany przez R.H. Becka 2 marca 1926 roku w ramach Whitney South Sea Expedition i przekazany do Amerykańskiego Muzeum Historii Naturalnej. Autor nadał nowemu gatunkowi nazwę Thalassarche cauta eremita, tym samym uznając go za podgatunek albatrosa szarodziobego (T. cauta).
Obecnie (2020) Międzynarodowy Komitet Ornitologiczny umieszcza albatrosa siwogłowego w rodzaju Thalassarche jako osobny, monotypowy gatunek, podobnie jak autorzy HBW. Tak jest też klasyfikowany przez IUCN.

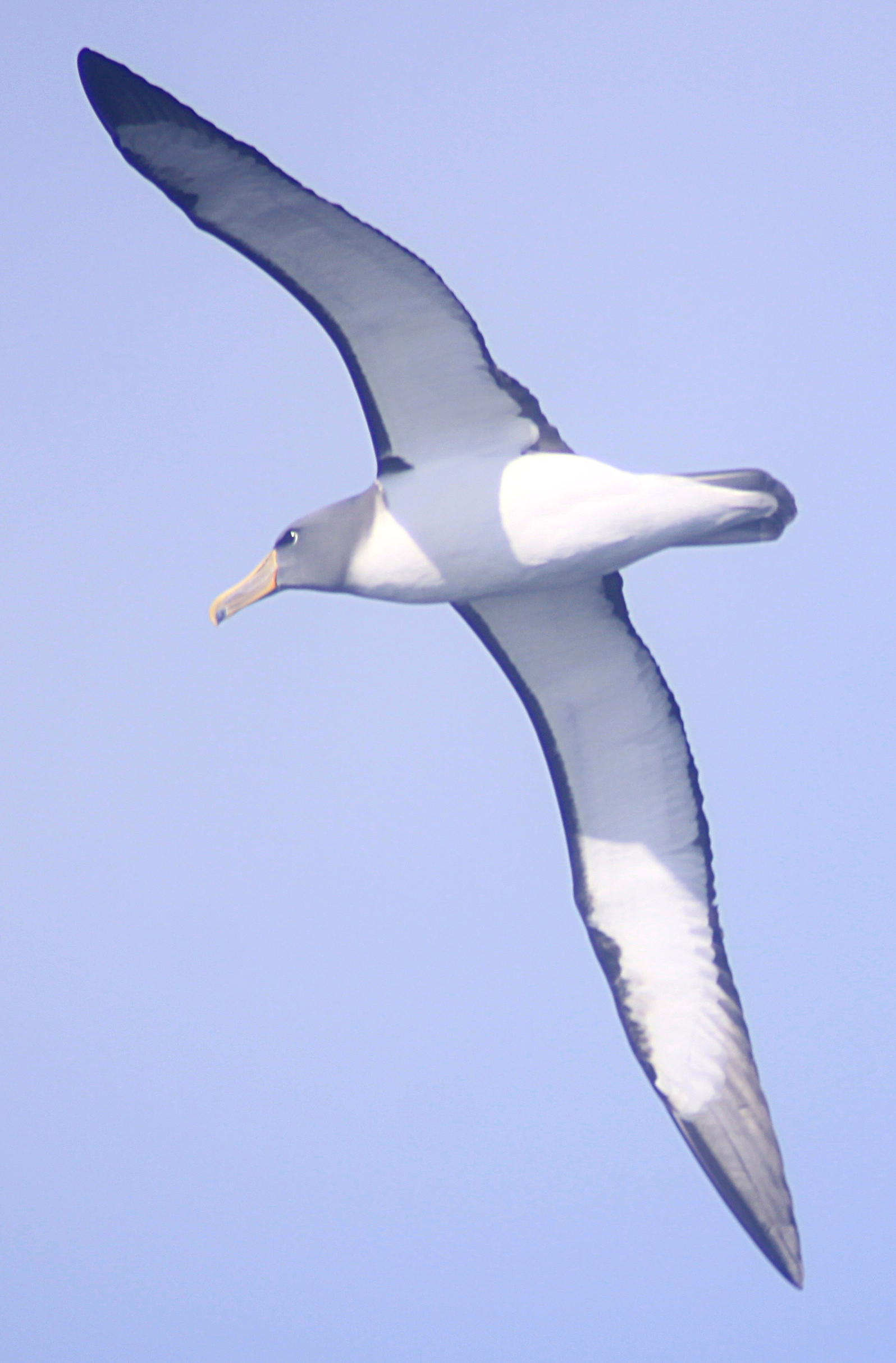
Albatros siwogłowy sfotografowany u wybrzeży Tasmanii

Albatros siwogłowy dawniej uznawany był za podgatunek albatrosa szarodziobego (T. cauta), jak został pierwotnie opisany. Tak opisany został przykładowo w Handbook of Australian, New Zealand & Antarctic Birds (1990), jako jeden z trzech podgatunków albatrosa szarodziobego. Zawarta tam sugestia podniesienia ich do rangi gatunku była jedną z uwzględnionych w Checklist of the birds of New Zealand... (2010) w uzasadnieniu umieszczenia na liście albatrosa siwogłowego jako osobnego gatunku. W 2009 roku ukazały się wyniki badań z wykorzystaniem analizy kompletnych sekwencji mitochondrialnego genu cytochromu b. Według nich albatros siwogłowy i albatros szarogrzbiety (T. salvini) to taksony siostrzane, które stanowią klad siostrzany dla T. cauta + T. steadi. Albatros białogłowy (T. (cauta) steadi) nie jest jednak uznawany za odrębny gatunek przez wszystkich autorów. Wcześniejsze badania Abbott i Double (2003) wykazały zasadność oddzielania T. cauta i T. steadi od T. salvini i T. eremita, jednak uzyskane wyniki nie pozwalały na rozstrzygnięcie kwestii odrębności gatunkowej każdego z tych taksonów. Wyniki badań opartych na analizie kompletnych sekwencji genu cytochromu b ukazały się już w 1998; w nich także przedstawiono albatrosa siwogłowego jako odrębny gatunek, siostrzany wobec albatrosa szarogrzbietego. Obejmowały jednak 22 z 24 taksonów albatrosów i zawierały uchybienia, między innymi wynikające z niespójnego definiowania gatunku i dalszego stosowania się do tych definicji. 
Poniżej przedstawiono fragment drzewa filogenetycznego rodziny albatrosów (Diomedeidae) z jedną grupą zewnętrzną według Chambersa i innych (2009):
|  | Phoebastria albatrus, Phoebastria irrorata    |
|  |                                               |
|  | Phoebastria immutabilis, Phoebastria nigripes |
|  |                                               |

|  | Diomedea (exulans) dabbenea |
|  | |
|  | \| \| Diomedea (exulans) antipodensis, Diomedea (exulans) gibsoni \| \| \| \| \| \| Diomedea (exulans) amsterdamensis, Diomedea (exulans) exulans \| \| \| \| |
|  | |
|  | Diomedea (exulans) antipodensis, Diomedea (exulans) gibsoni                                                                                                   |
|  | |
|  | Diomedea (exulans) amsterdamensis, Diomedea (exulans) exulans                                                                                                 |
|  | |

|  | Diomedea (exulans) antipodensis, Diomedea (exulans) gibsoni   |
|  |                                                               |
|  | Diomedea (exulans) amsterdamensis, Diomedea (exulans) exulans |
|  |                                                               |

|  | Diomedea (exulans) dabbenea |
|  | |
|  | \| \| Diomedea (exulans) antipodensis, Diomedea (exulans) gibsoni \| \| \| \| \| \| Diomedea (exulans) amsterdamensis, Diomedea (exulans) exulans \| \| \| \| |
|  | |
|  | Diomedea (exulans) antipodensis, Diomedea (exulans) gibsoni                                                                                                   |
|  | |
|  | Diomedea (exulans) amsterdamensis, Diomedea (exulans) exulans                                                                                                 |
|  | |

|  | Diomedea (exulans) antipodensis, Diomedea (exulans) gibsoni   |
|  |                                                               |
|  | Diomedea (exulans) amsterdamensis, Diomedea (exulans) exulans |
|  |                                                               |

|  | Phoebastria albatrus, Phoebastria irrorata    |
|  |                                               |
|  | Phoebastria immutabilis, Phoebastria nigripes |
|  |                                               |

|  | Diomedea (exulans) dabbenea |
|  | |
|  | \| \| Diomedea (exulans) antipodensis, Diomedea (exulans) gibsoni \| \| \| \| \| \| Diomedea (exulans) amsterdamensis, Diomedea (exulans) exulans \| \| \| \| |
|  | |
|  | Diomedea (exulans) antipodensis, Diomedea (exulans) gibsoni                                                                                                   |
|  | |
|  | Diomedea (exulans) amsterdamensis, Diomedea (exulans) exulans                                                                                                 |
|  | |

|  | Diomedea (exulans) antipodensis, Diomedea (exulans) gibsoni   |
|  |                                                               |
|  | Diomedea (exulans) amsterdamensis, Diomedea (exulans) exulans |
|  |                                                               |

|  | Diomedea (exulans) dabbenea |
|  | |
|  | \| \| Diomedea (exulans) antipodensis, Diomedea (exulans) gibsoni \| \| \| \| \| \| Diomedea (exulans) amsterdamensis, Diomedea (exulans) exulans \| \| \| \| |
|  | |
|  | Diomedea (exulans) antipodensis, Diomedea (exulans) gibsoni                                                                                                   |
|  | |
|  | Diomedea (exulans) amsterdamensis, Diomedea (exulans) exulans                                                                                                 |
|  | |

|  | Diomedea (exulans) antipodensis, Diomedea (exulans) gibsoni   |
|  |                                                               |
|  | Diomedea (exulans) amsterdamensis, Diomedea (exulans) exulans |
|  |                                                               |

|  | Thalassarche chlororhynchos carteri        |
|  |                                            |
|  | Thalassarche chlororhynchos chlororhynchos |
|  |                                            |

|  | Thalassarche chrysostoma                                                |
|  |                                                                         |
|  | Thalassarche melanophris impavida, Thalassarche melanophris melanophris |
|  |                                                                         |

|  | Thalassarche eremita |
|  |                      |
|  | Thalassarche salvini |
|  |                      |

|  | Thalassarche (cauta) cauta  |
|  |                             |
|  | Thalassarche (cauta) steadi |
|  |                             |

|  | Thalassarche eremita |
|  |                      |
|  | Thalassarche salvini |
|  |                      |

|  | Thalassarche (cauta) cauta  |
|  |                             |
|  | Thalassarche (cauta) steadi |
|  |                             |

|  | Thalassarche eremita |
|  |                      |
|  | Thalassarche salvini |
|  |                      |

|  | Thalassarche (cauta) cauta  |
|  |                             |
|  | Thalassarche (cauta) steadi |
|  |                             |

|  | Thalassarche eremita |
|  |                      |
|  | Thalassarche salvini |
|  |                      |

|  | Thalassarche (cauta) cauta  |
|  |                             |
|  | Thalassarche (cauta) steadi |
|  |                             |

|  | Thalassarche chrysostoma                                                |
|  |                                                                         |
|  | Thalassarche melanophris impavida, Thalassarche melanophris melanophris |
|  |                                                                         |

|  | Thalassarche eremita |
|  |                      |
|  | Thalassarche salvini |
|  |                      |

|  | Thalassarche (cauta) cauta  |
|  |                             |
|  | Thalassarche (cauta) steadi |
|  |                             |

|  | Thalassarche eremita |
|  |                      |
|  | Thalassarche salvini |
|  |                      |

|  | Thalassarche (cauta) cauta  |
|  |                             |
|  | Thalassarche (cauta) steadi |
|  |                             |

|  | Thalassarche eremita |
|  |                      |
|  | Thalassarche salvini |
|  |                      |

|  | Thalassarche (cauta) cauta  |
|  |                             |
|  | Thalassarche (cauta) steadi |
|  |                             |

|  | Thalassarche eremita |
|  |                      |
|  | Thalassarche salvini |
|  |                      |

|  | Thalassarche (cauta) cauta  |
|  |                             |
|  | Thalassarche (cauta) steadi |
|  |                             |

|  | Thalassarche chlororhynchos carteri        |
|  |                                            |
|  | Thalassarche chlororhynchos chlororhynchos |
|  |                                            |

|  | Thalassarche chrysostoma                                                |
|  |                                                                         |
|  | Thalassarche melanophris impavida, Thalassarche melanophris melanophris |
|  |                                                                         |

|  | Thalassarche eremita |
|  |                      |
|  | Thalassarche salvini |
|  |                      |

|  | Thalassarche (cauta) cauta  |
|  |                             |
|  | Thalassarche (cauta) steadi |
|  |                             |

|  | Thalassarche eremita |
|  |                      |
|  | Thalassarche salvini |
|  |                      |

|  | Thalassarche (cauta) cauta  |
|  |                             |
|  | Thalassarche (cauta) steadi |
|  |                             |

|  | Thalassarche eremita |
|  |                      |
|  | Thalassarche salvini |
|  |                      |

|  | Thalassarche (cauta) cauta  |
|  |                             |
|  | Thalassarche (cauta) steadi |
|  |                             |

|  | Thalassarche eremita |
|  |                      |
|  | Thalassarche salvini |
|  |                      |

|  | Thalassarche (cauta) cauta  |
|  |                             |
|  | Thalassarche (cauta) steadi |
|  |                             |

|  | Thalassarche chrysostoma                                                |
|  |                                                                         |
|  | Thalassarche melanophris impavida, Thalassarche melanophris melanophris |
|  |                                                                         |

|  | Thalassarche eremita |
|  |                      |
|  | Thalassarche salvini |
|  |                      |

|  | Thalassarche (cauta) cauta  |
|  |                             |
|  | Thalassarche (cauta) steadi |
|  |                             |

|  | Thalassarche eremita |
|  |                      |
|  | Thalassarche salvini |
|  |                      |

|  | Thalassarche (cauta) cauta  |
|  |                             |
|  | Thalassarche (cauta) steadi |
|  |                             |

|  | Thalassarche eremita |
|  |                      |
|  | Thalassarche salvini |
|  |                      |

|  | Thalassarche (cauta) cauta  |
|  |                             |
|  | Thalassarche (cauta) steadi |
|  |                             |

|  | Thalassarche eremita |
|  |                      |
|  | Thalassarche salvini |
|  |                      |

|  | Thalassarche (cauta) cauta  |
|  |                             |
|  | Thalassarche (cauta) steadi |
|  |                             |

|  | Thalassarche chlororhynchos carteri        |
|  |                                            |
|  | Thalassarche chlororhynchos chlororhynchos |
|  |                                            |

|  | Thalassarche chrysostoma                                                |
|  |                                                                         |
|  | Thalassarche melanophris impavida, Thalassarche melanophris melanophris |
|  |                                                                         |

|  | Thalassarche eremita |
|  |                      |
|  | Thalassarche salvini |
|  |                      |

|  | Thalassarche (cauta) cauta  |
|  |                             |
|  | Thalassarche (cauta) steadi |
|  |                             |

|  | Thalassarche eremita |
|  |                      |
|  | Thalassarche salvini |
|  |                      |

|  | Thalassarche (cauta) cauta  |
|  |                             |
|  | Thalassarche (cauta) steadi |
|  |                             |

|  | Thalassarche eremita |
|  |                      |
|  | Thalassarche salvini |
|  |                      |

|  | Thalassarche (cauta) cauta  |
|  |                             |
|  | Thalassarche (cauta) steadi |
|  |                             |

|  | Thalassarche eremita |
|  |                      |
|  | Thalassarche salvini |
|  |                      |

|  | Thalassarche (cauta) cauta  |
|  |                             |
|  | Thalassarche (cauta) steadi |
|  |                             |

|  | Thalassarche chrysostoma                                                |
|  |                                                                         |
|  | Thalassarche melanophris impavida, Thalassarche melanophris melanophris |
|  |                                                                         |

|  | Thalassarche eremita |
|  |                      |
|  | Thalassarche salvini |
|  |                      |

|  | Thalassarche (cauta) cauta  |
|  |                             |
|  | Thalassarche (cauta) steadi |
|  |                             |

|  | Thalassarche eremita |
|  |                      |
|  | Thalassarche salvini |
|  |                      |

|  | Thalassarche (cauta) cauta  |
|  |                             |
|  | Thalassarche (cauta) steadi |
|  |                             |

|  | Thalassarche eremita |
|  |                      |
|  | Thalassarche salvini |
|  |                      |

|  | Thalassarche (cauta) cauta  |
|  |                             |
|  | Thalassarche (cauta) steadi |
|  |                             |

|  | Thalassarche eremita |
|  |                      |
|  | Thalassarche salvini |
|  |                      |

|  | Thalassarche (cauta) cauta  |
|  |                             |
|  | Thalassarche (cauta) steadi |
|  |                             |

|  | Thalassarche chlororhynchos carteri        |
|  |                                            |
|  | Thalassarche chlororhynchos chlororhynchos |
|  |                                            |

|  | Thalassarche chrysostoma                                                |
|  |                                                                         |
|  | Thalassarche melanophris impavida, Thalassarche melanophris melanophris |
|  |                                                                         |

|  | Thalassarche eremita |
|  |                      |
|  | Thalassarche salvini |
|  |                      |

|  | Thalassarche (cauta) cauta  |
|  |                             |
|  | Thalassarche (cauta) steadi |
|  |                             |

|  | Thalassarche eremita |
|  |                      |
|  | Thalassarche salvini |
|  |                      |

|  | Thalassarche (cauta) cauta  |
|  |                             |
|  | Thalassarche (cauta) steadi |
|  |                             |

|  | Thalassarche eremita |
|  |                      |
|  | Thalassarche salvini |
|  |                      |

|  | Thalassarche (cauta) cauta  |
|  |                             |
|  | Thalassarche (cauta) steadi |
|  |                             |

|  | Thalassarche eremita |
|  |                      |
|  | Thalassarche salvini |
|  |                      |

|  | Thalassarche (cauta) cauta  |
|  |                             |
|  | Thalassarche (cauta) steadi |
|  |                             |

|  | Thalassarche chrysostoma                                                |
|  |                                                                         |
|  | Thalassarche melanophris impavida, Thalassarche melanophris melanophris |
|  |                                                                         |

|  | Thalassarche eremita |
|  |                      |
|  | Thalassarche salvini |
|  |                      |

|  | Thalassarche (cauta) cauta  |
|  |                             |
|  | Thalassarche (cauta) steadi |
|  |                             |

|  | Thalassarche eremita |
|  |                      |
|  | Thalassarche salvini |
|  |                      |

|  | Thalassarche (cauta) cauta  |
|  |                             |
|  | Thalassarche (cauta) steadi |
|  |                             |

|  | Thalassarche eremita |
|  |                      |
|  | Thalassarche salvini |
|  |                      |

|  | Thalassarche (cauta) cauta  |
|  |                             |
|  | Thalassarche (cauta) steadi |
|  |                             |

|  | Thalassarche eremita |
|  |                      |
|  | Thalassarche salvini |
|  |                      |

|  | Thalassarche (cauta) cauta  |
|  |                             |
|  | Thalassarche (cauta) steadi |
|  |                             |

|  | Phoebastria albatrus, Phoebastria irrorata    |
|  |                                               |
|  | Phoebastria immutabilis, Phoebastria nigripes |
|  |                                               |

|  | Diomedea (exulans) dabbenea |
|  | |
|  | \| \| Diomedea (exulans) antipodensis, Diomedea (exulans) gibsoni \| \| \| \| \| \| Diomedea (exulans) amsterdamensis, Diomedea (exulans) exulans \| \| \| \| |
|  | |
|  | Diomedea (exulans) antipodensis, Diomedea (exulans) gibsoni                                                                                                   |
|  | |
|  | Diomedea (exulans) amsterdamensis, Diomedea (exulans) exulans                                                                                                 |
|  | |

|  | Diomedea (exulans) antipodensis, Diomedea (exulans) gibsoni   |
|  |                                                               |
|  | Diomedea (exulans) amsterdamensis, Diomedea (exulans) exulans |
|  |                                                               |

|  | Diomedea (exulans) dabbenea |
|  | |
|  | \| \| Diomedea (exulans) antipodensis, Diomedea (exulans) gibsoni \| \| \| \| \| \| Diomedea (exulans) amsterdamensis, Diomedea (exulans) exulans \| \| \| \| |
|  | |
|  | Diomedea (exulans) antipodensis, Diomedea (exulans) gibsoni                                                                                                   |
|  | |
|  | Diomedea (exulans) amsterdamensis, Diomedea (exulans) exulans                                                                                                 |
|  | |

|  | Diomedea (exulans) antipodensis, Diomedea (exulans) gibsoni   |
|  |                                                               |
|  | Diomedea (exulans) amsterdamensis, Diomedea (exulans) exulans |
|  |                                                               |

|  | Phoebastria albatrus, Phoebastria irrorata    |
|  |                                               |
|  | Phoebastria immutabilis, Phoebastria nigripes |
|  |                                               |

|  | Diomedea (exulans) dabbenea |
|  | |
|  | \| \| Diomedea (exulans) antipodensis, Diomedea (exulans) gibsoni \| \| \| \| \| \| Diomedea (exulans) amsterdamensis, Diomedea (exulans) exulans \| \| \| \| |
|  | |
|  | Diomedea (exulans) antipodensis, Diomedea (exulans) gibsoni                                                                                                   |
|  | |
|  | Diomedea (exulans) amsterdamensis, Diomedea (exulans) exulans                                                                                                 |
|  | |

|  | Diomedea (exulans) antipodensis, Diomedea (exulans) gibsoni   |
|  |                                                               |
|  | Diomedea (exulans) amsterdamensis, Diomedea (exulans) exulans |
|  |                                                               |

|  | Diomedea (exulans) dabbenea |
|  | |
|  | \| \| Diomedea (exulans) antipodensis, Diomedea (exulans) gibsoni \| \| \| \| \| \| Diomedea (exulans) amsterdamensis, Diomedea (exulans) exulans \| \| \| \| |
|  | |
|  | Diomedea (exulans) antipodensis, Diomedea (exulans) gibsoni                                                                                                   |
|  | |
|  | Diomedea (exulans) amsterdamensis, Diomedea (exulans) exulans                                                                                                 |
|  | |

|  | Diomedea (exulans) antipodensis, Diomedea (exulans) gibsoni   |
|  |                                                               |
|  | Diomedea (exulans) amsterdamensis, Diomedea (exulans) exulans |
|  |                                                               |

|  | Thalassarche chlororhynchos carteri        |
|  |                                            |
|  | Thalassarche chlororhynchos chlororhynchos |
|  |                                            |

|  | Thalassarche chrysostoma                                                |
|  |                                                                         |
|  | Thalassarche melanophris impavida, Thalassarche melanophris melanophris |
|  |                                                                         |

|  | Thalassarche eremita |
|  |                      |
|  | Thalassarche salvini |
|  |                      |

|  | Thalassarche (cauta) cauta  |
|  |                             |
|  | Thalassarche (cauta) steadi |
|  |                             |

|  | Thalassarche eremita |
|  |                      |
|  | Thalassarche salvini |
|  |                      |

|  | Thalassarche (cauta) cauta  |
|  |                             |
|  | Thalassarche (cauta) steadi |
|  |                             |

|  | Thalassarche eremita |
|  |                      |
|  | Thalassarche salvini |
|  |                      |

|  | Thalassarche (cauta) cauta  |
|  |                             |
|  | Thalassarche (cauta) steadi |
|  |                             |

|  | Thalassarche eremita |
|  |                      |
|  | Thalassarche salvini |
|  |                      |

|  | Thalassarche (cauta) cauta  |
|  |                             |
|  | Thalassarche (cauta) steadi |
|  |                             |

|  | Thalassarche chrysostoma                                                |
|  |                                                                         |
|  | Thalassarche melanophris impavida, Thalassarche melanophris melanophris |
|  |                                                                         |

|  | Thalassarche eremita |
|  |                      |
|  | Thalassarche salvini |
|  |                      |

|  | Thalassarche (cauta) cauta  |
|  |                             |
|  | Thalassarche (cauta) steadi |
|  |                             |

|  | Thalassarche eremita |
|  |                      |
|  | Thalassarche salvini |
|  |                      |

|  | Thalassarche (cauta) cauta  |
|  |                             |
|  | Thalassarche (cauta) steadi |
|  |                             |

|  | Thalassarche eremita |
|  |                      |
|  | Thalassarche salvini |
|  |                      |

|  | Thalassarche (cauta) cauta  |
|  |                             |
|  | Thalassarche (cauta) steadi |
|  |                             |

|  | Thalassarche eremita |
|  |                      |
|  | Thalassarche salvini |
|  |                      |

|  | Thalassarche (cauta) cauta  |
|  |                             |
|  | Thalassarche (cauta) steadi |
|  |                             |

|  | Thalassarche chlororhynchos carteri        |
|  |                                            |
|  | Thalassarche chlororhynchos chlororhynchos |
|  |                                            |

|  | Thalassarche chrysostoma                                                |
|  |                                                                         |
|  | Thalassarche melanophris impavida, Thalassarche melanophris melanophris |
|  |                                                                         |

|  | Thalassarche eremita |
|  |                      |
|  | Thalassarche salvini |
|  |                      |

|  | Thalassarche (cauta) cauta  |
|  |                             |
|  | Thalassarche (cauta) steadi |
|  |                             |

|  | Thalassarche eremita |
|  |                      |
|  | Thalassarche salvini |
|  |                      |

|  | Thalassarche (cauta) cauta  |
|  |                             |
|  | Thalassarche (cauta) steadi |
|  |                             |

|  | Thalassarche eremita |
|  |                      |
|  | Thalassarche salvini |
|  |                      |

|  | Thalassarche (cauta) cauta  |
|  |                             |
|  | Thalassarche (cauta) steadi |
|  |                             |

|  | Thalassarche eremita |
|  |                      |
|  | Thalassarche salvini |
|  |                      |

|  | Thalassarche (cauta) cauta  |
|  |                             |
|  | Thalassarche (cauta) steadi |
|  |                             |

|  | Thalassarche chrysostoma                                                |
|  |                                                                         |
|  | Thalassarche melanophris impavida, Thalassarche melanophris melanophris |
|  |                                                                         |

|  | Thalassarche eremita |
|  |                      |
|  | Thalassarche salvini |
|  |                      |

|  | Thalassarche (cauta) cauta  |
|  |                             |
|  | Thalassarche (cauta) steadi |
|  |                             |

|  | Thalassarche eremita |
|  |                      |
|  | Thalassarche salvini |
|  |                      |

|  | Thalassarche (cauta) cauta  |
|  |                             |
|  | Thalassarche (cauta) steadi |
|  |                             |

|  | Thalassarche eremita |
|  |                      |
|  | Thalassarche salvini |
|  |                      |

|  | Thalassarche (cauta) cauta  |
|  |                             |
|  | Thalassarche (cauta) steadi |
|  |                             |

|  | Thalassarche eremita |
|  |                      |
|  | Thalassarche salvini |
|  |                      |

|  | Thalassarche (cauta) cauta  |
|  |                             |
|  | Thalassarche (cauta) steadi |
|  |                             |

|  | Thalassarche chlororhynchos carteri        |
|  |                                            |
|  | Thalassarche chlororhynchos chlororhynchos |
|  |                                            |

|  | Thalassarche chrysostoma                                                |
|  |                                                                         |
|  | Thalassarche melanophris impavida, Thalassarche melanophris melanophris |
|  |                                                                         |

|  | Thalassarche eremita |
|  |                      |
|  | Thalassarche salvini |
|  |                      |

|  | Thalassarche (cauta) cauta  |
|  |                             |
|  | Thalassarche (cauta) steadi |
|  |                             |

|  | Thalassarche eremita |
|  |                      |
|  | Thalassarche salvini |
|  |                      |

|  | Thalassarche (cauta) cauta  |
|  |                             |
|  | Thalassarche (cauta) steadi |
|  |                             |

|  | Thalassarche eremita |
|  |                      |
|  | Thalassarche salvini |
|  |                      |

|  | Thalassarche (cauta) cauta  |
|  |                             |
|  | Thalassarche (cauta) steadi |
|  |                             |

|  | Thalassarche eremita |
|  |                      |
|  | Thalassarche salvini |
|  |                      |

|  | Thalassarche (cauta) cauta  |
|  |                             |
|  | Thalassarche (cauta) steadi |
|  |                             |

|  | Thalassarche chrysostoma                                                |
|  |                                                                         |
|  | Thalassarche melanophris impavida, Thalassarche melanophris melanophris |
|  |                                                                         |

|  | Thalassarche eremita |
|  |                      |
|  | Thalassarche salvini |
|  |                      |

|  | Thalassarche (cauta) cauta  |
|  |                             |
|  | Thalassarche (cauta) steadi |
|  |                             |

|  | Thalassarche eremita |
|  |                      |
|  | Thalassarche salvini |
|  |                      |

|  | Thalassarche (cauta) cauta  |
|  |                             |
|  | Thalassarche (cauta) steadi |
|  |                             |

|  | Thalassarche eremita |
|  |                      |
|  | Thalassarche salvini |
|  |                      |

|  | Thalassarche (cauta) cauta  |
|  |                             |
|  | Thalassarche (cauta) steadi |
|  |                             |

|  | Thalassarche eremita |
|  |                      |
|  | Thalassarche salvini |
|  |                      |

|  | Thalassarche (cauta) cauta  |
|  |                             |
|  | Thalassarche (cauta) steadi |
|  |                             |

|  | Thalassarche chlororhynchos carteri        |
|  |                                            |
|  | Thalassarche chlororhynchos chlororhynchos |
|  |                                            |

|  | Thalassarche chrysostoma                                                |
|  |                                                                         |
|  | Thalassarche melanophris impavida, Thalassarche melanophris melanophris |
|  |                                                                         |

|  | Thalassarche eremita |
|  |                      |
|  | Thalassarche salvini |
|  |                      |

|  | Thalassarche (cauta) cauta  |
|  |                             |
|  | Thalassarche (cauta) steadi |
|  |                             |

|  | Thalassarche eremita |
|  |                      |
|  | Thalassarche salvini |
|  |                      |

|  | Thalassarche (cauta) cauta  |
|  |                             |
|  | Thalassarche (cauta) steadi |
|  |                             |

|  | Thalassarche eremita |
|  |                      |
|  | Thalassarche salvini |
|  |                      |

|  | Thalassarche (cauta) cauta  |
|  |                             |
|  | Thalassarche (cauta) steadi |
|  |                             |

|  | Thalassarche eremita |
|  |                      |
|  | Thalassarche salvini |
|  |                      |

|  | Thalassarche (cauta) cauta  |
|  |                             |
|  | Thalassarche (cauta) steadi |
|  |                             |

|  | Thalassarche chrysostoma                                                |
|  |                                                                         |
|  | Thalassarche melanophris impavida, Thalassarche melanophris melanophris |
|  |                                                                         |

|  | Thalassarche eremita |
|  |                      |
|  | Thalassarche salvini |
|  |                      |

|  | Thalassarche (cauta) cauta  |
|  |                             |
|  | Thalassarche (cauta) steadi |
|  |                             |

|  | Thalassarche eremita |
|  |                      |
|  | Thalassarche salvini |
|  |                      |

|  | Thalassarche (cauta) cauta  |
|  |                             |
|  | Thalassarche (cauta) steadi |
|  |                             |

|  | Thalassarche eremita |
|  |                      |
|  | Thalassarche salvini |
|  |                      |

|  | Thalassarche (cauta) cauta  |
|  |                             |
|  | Thalassarche (cauta) steadi |
|  |                             |

|  | Thalassarche eremita |
|  |                      |
|  | Thalassarche salvini |
|  |                      |

|  | Thalassarche (cauta) cauta  |
|  |                             |
|  | Thalassarche (cauta) steadi |
|  |                             |

Epitet gatunkowy eremita oznacza z łaciny (od greckiego ἐρημίτης erēmítēs) eremitę, pustelnika.

## Morfologia
Długość ciała wynosi 90–100 cm; masa ciała samców – 3600–4700 g, samic – 3100–3900 g. Albatrosy siwogłowe są średniej wielkości w porównaniu do pozostałych przedstawicieli rodziny. W upierzeniu nie występuje dymorfizm płciowy, przejawia się za to w wymiarach – samice mają przeciętnie krótszą górną krawędź dzioba, skrzydła, ogon i skok.
Dorosłe osobniki mają jednolicie ciemnoszarą głowę i szyję, wyraźnie oddzielone od białego spodu ciała. Obszar za okiem biały. Od oka do dzioba ciągnie się cienka czarna linia, opisywana również jako trójkątna plama na kantarku nadająca ptakowi „przygnębiony” wygląd. Wierzch skrzydeł i grzbiet są ciemnobrązowe. Ogon ciemnoszary. Spód ciała i kuper białe. Dziób ma intensywnie żółtą barwę, końcówka żuchwy – czarną. Nogi jasne, różowoszare. Osobniki w szacie niedojrzałej mają jaśniejsze głowy, zmienną ilość szarej barwy na spodzie skrzydeł i ogona oraz żółtawo-czarny dziób z czarną końcówką. Albatrosy siwogłowe w szacie juwenalnej wyróżniają się czarno zakończonym ciemnoszarym dziobem.

## Zasięg występowania
Albatrosy siwogłowe gniazdują wyłącznie na wyspie Pyramid (maor.: Tarakoikoia, moriori: Tcharok’/Tcharako), położonej nieco ponad 8 km na południowy południowy wschód (SSE) od Pitt Island. W latach 2014–2018 wybrane pisklęta zabierano i odchowywano w ramach projektu utworzenia drugiej kolonii na Point Gap w południowej części wyspy Chatham. Na początku 2019 roku kilka młodocianych osobników powróciło jednak na Pyramid, zaś na Point Gap nie odnotowano żadnego; powodzenie projektu było wówczas niepewne.
Podczas sezonu lęgowego żerują głównie w pasie wód między równoleżnikami 38°S i 48°S na zachód i wschód od Wysp Chatham, zwykle w promieniu 300 km od nich. Większość albatrosów siwogłowych zimuje na wodach u wybrzeży środkowo-wschodniego Chile i Peru, docierając z Prądem Peruwiańskim do szerokości 6°S.

## Ekologia i zachowanie
Albatros siwogłowy jest jednym z później opisanych i słabiej poznanych ze względu na swoje niedostępne miejsca gniazdowania przedstawicieli rodzaju. Wyspa Pyramid to stromy stożek wulkaniczny o powierzchni 1,7 ha, którego najwyższy punkt położony jest 174 m n.p.m. Mimo że roślinność na wyspie jest skąpa, to stanowi ostoję dla dwóch zagrożonych gatunków roślin: Leptinella featherstonii i Lepidium oleraceum. Na wygląd szaty roślinnej wpływają sztormy; jeśli nie występują odpowiednio długo, miejscami pojawiają się stosunkowo gęste połacie roślinności. Prócz wymienionych zagrożonych gatunków tworzą je także między innymi pryszczyrnicowate, starce (Senecio) i turzyce (Carex). Pyramid to również jedno z dwóch miejsc gniazdowania petrelków grubodziobych (Pachyptila crassirostris) podgatunku P. c. pyramidalis.
Trasę i przebieg wędrówek albatrosów siwogłowych w rocznym cyklu ich życia poznano dokładniej dzięki telemetrii satelitarnej. Wstępne badania z lat 1997–1998 obejmowały 3 osobniki. Po okresie lęgowym następuje gwałtowna wędrówka na wschód przez Ocean Spokojny. Później albatrosy siwogłowe przemieszczają się z Prądem Peruwiańskim na północ wzdłuż wybrzeża Ameryki Południowej. Żerują w jego pobliżu na wodach na niskich szerokościach. Do 90% okresu zimowania (3–4 miesiące) spędzają na wodach terytorialnych Chile i Peru. Następnie udają się na zachód, do miejsca gniazdowania. Osiągają prędkość lotu do 85 km/h.
Albatrosy siwogłowe są mniej związane z pelagialem niż wielu przedstawicieli rodziny. W okresie lęgowym żerują zarówno na wodach na obrzeżach szelfu kontynentalnego, jak i nad stokiem kontynentalnym. Zwykle są to wody o głębokości od 1 do 4,5 km. Dokładny skład pożywienia nie jest znany; prawdopodobnie albatrosy siwogłowe żywią się głównie rybami i kałamarnicami, podobnie jak najbliżej z nimi spokrewnione albatrosy.

### Lęgi
W lipcu i sierpniu albatrosy siwogłowe wracają z zimowisk na Pyramid. Okres składania jaj trwa od sierpnia do września. Gniazdo ma formę dużego kopca utworzonego z mułu, piór i roślinności. Pisklęta wykluwają się od października do grudnia. Są pokryte jasnoszarym puchem, mają czarne dzioby. Prawdopodobnie wysiadywanie trwa 66–72 dni. W trakcie wysiadywania obydwa ptaki z pary zmieniają się regularnie, przeważnie nie rzadziej niż co 5 dni. Dzielą się również opieką nad potomstwem. Młode stają się w pełni opierzone od lutego do kwietnia, w wieku około 140–150 dni.

## Status i zagrożenia
IUCN uznaje albatrosa siwogłowego za gatunek narażony na wyginięcie (VU, Vulnerable) nieprzerwanie od 2010 roku (stan w 2020). W latach 2000–2009 klasyfikowany był jako gatunek krytycznie zagrożony wyginięciem (CR, Critically Endangered). BirdLife International uznaje trend liczebności populacji za stabilny. Od lat 70. XX wieku prowadzone są badania z wykorzystaniem obrączkowania (również kolorowymi obrączkami) młodych i dorosłych osobników oraz znakowania gniazd. Połączone są z monitoringiem stanu populacji oraz badaniami nad biologią lęgową.
Wyspa Pyramid jest przez BirdLife International uznana za Important Bird Area. Jako drugi, obok albatrosa siwogłowego, gatunek kwalifikujący wymieniony został kormoran zielonolicy (Phalacrocorax featherstoni).